# 32e régiment d'infanterie territoriale
Pour les articles homonymes, voir 32e régiment.
Le 32e régiment d'infanterie territoriale est un régiment d'infanterie de l'armée de terre française qui a participé à la Première Guerre mondiale.

## Création et différentes dénominations
Le régiment reçoit son numéro par décret du 19 mars 1875, en prévision de la mobilisation.
Mobilisé le 2 août 1914, le régiment est dissous le 1er septembre 1915. Devenus indépendants, ses trois bataillons sont finalement dissous en janvier 1919.

## Chefs de corps
- août - 28 septembre 1914 : lieutenant-colonel Louvet[2]
- 28 septembre 1914 - 1er septembre 1915 : lieutenant-colonel Méry de la Canorgue[3]

## Drapeau
Il ne porte aucune inscription.

## Historique des opérations du32eRIT

### Service à Paris
Le 2 août, aux ordres du Lieutenant-colonel Louvet, le régiment se mobilise à Argentan. Avec trois bataillons, il compte 48 officiers, 198 sous-officiers et 2 676 soldats. Il embarque le 5 août pour Paris, afin de rejoindre son unité de rattachement, la 166e brigade de la 83e division d'infanterie territoriale.

### Bataille de la Marne
Le 2 septembre, tandis que le 3e bataillon reste à Paris, les 1er et 2e bataillons forment un régiment avec le 2e bataillon du 29e RIT qui est déployé avec la 166e brigade en arrière de la bataille de la Marne. Menant diverses patrouilles, le régiment cantonne à Sannois, où le 3e bataillon rejoint le 22 septembre (le bataillon du 29e RIT étant reparti le même jour).

### Défenses de Paris
Le régiment reprend ensuite ses travaux du défense du camp de retranché de Paris, alternant avec des périodes d'entraînement.

### Dislocation
À partir d'avril 1915, le régiment est réorganisé : des bataillons de réservistes de l'armée territoriale (RAT, les classes les plus âgées) viennent renforcer le régiment, tandis que les bataillons formés de territoriaux plus jeunes partent au front : le 2e bataillon  en mai 1915, le 3e bataillon en juin et le 1er bataillon en août.
Le régiment est dissous le 1er septembre 1915, tous ses bataillons devenant indépendants, sauf le 5e bataillon, la compagnie hors-rang et l'état-major qui forment le 232e régiment d'infanterie territoriale, qui le remplace à la 166e brigade de la 83e division d'infanterie territoriale. Le 5e bataillon du 32e RIT, formé de RAT pendant la première moitié de 1915 et rattaché au 32e RIT à Paris à partir de juin, entre également dans la constitution du 232e RIT.

### Historique des bataillons indépendants
En mars 1917, les trois bataillons du 32e RIT sont réorganisés comme des bataillons d'infanterie de 1re ligne, avec trois compagnies d'infanterie, une compagnie de mitrailleurs et des équipes de téléphonistes et de brancardiers,,.

#### 1erbataillonaprès août 1915
Le bataillon est dissous fin janvier 1919.

#### 2ebataillonaprès mai 1915
En mai 1915, le 2e bataillon rejoint la 72e division d'infanterie, jusqu'en août. Fin août, il est mis à la disposition du 2e corps d'armée, soutenant d'abord le 211e régiment d'infanterie. Le 22 avril 1916, il vient soutenir le 8e corps d'armée et la 15e division d'infanterie. Il continue de soutenir diverses unités aux tranchées.. Dispersées, les compagnies effectuent diverses missions, des travaux aux tranchées, entrecoupées de temps de repos.
En septembre 1917, le bataillon rejoint la 1re division marocaine. Du  30 septembre au 17 janvier 1918, le bataillon est dédoublé et forme, avec d'autres unités de la division marocaine, les 1er et 2e bataillons mixtes, affectés à tour de rôle aux tranchées. Il est dissous le 3 janvier 1919 à Sarreguemines.

#### 3ebataillonaprès juin 1915
De juin 1915 à juillet 1917, le 3e bataillon est rattaché au 74e RIT. Il rejoint ensuite la 38e division d'infanterie. Il est dissous en janvier 1919 à Strasbourg.